# Ithycythara auberiana
Ithycythara auberiana är en snäckart som först beskrevs av d'Orbigny 1842.  Ithycythara auberiana ingår i släktet Ithycythara och familjen kägelsnäckor. Inga underarter finns listade i Catalogue of Life.